# José Francisco Gana Castro
José Francisco Gana Castro (Talca, 19 de febrero de 1828-Lamalou-les-Bains, 8 de julio de 1894) fue un militar y político chileno. Fue Comandante en jefe del Ejército en la guerra civil de 1891.

## Infancia
José Francisco Gana Castro nación en Talca, el 19 de febrero de 1828. Hijo del caudillo de la Independencia, Rafael Gana y López y Benigna Castro Cruz.
Fue sobrino de José Francisco Gana López, militar de la guerra de la Independencia, además de diputado e intendente.

## Carrera militar
A los 15 años ingresó a la Academia Militar. Su carrera la realizó en la Artillería, rama sobre la cual realizó estudios en las escuelas militares de Metz, Strasburg y Londres. Volvió a Chile con el rango de alférez.
En 1859 estuvo al mando del ministro Manuel García y contribuyó a recuperar Talca de la toma de los liberales en el contexto de la revolución de dicho año. Defendió el puerto de Valparaíso del bombardeo de 1866.
En 1870 recibió el cargo de jefe del Estado Mayor general del Ejército de Operaciones de la frontera en Arauco, desempeñando el mando del Cuerpo de Ingenieros Militares, el que ejerció en varias oportunidades hasta 1881, en que fue designado Jefe del Estado Mayor General del Ejército del Norte durante la Guerra del Pacífico hasta 1882. En dicho puesto participó en diversas campañas y batallas en tierras peruanas.
En 1884 fue nombrado comandante general de Armas de Santiago y enseguida inspector general de la Guardia Nacional. El 15 de octubre de 1890 asume como ministro de Guerra del presidente José Manuel Balmaceda, cargo que desempeña hasta el 20 de mayo de 1891. A su vez, asume el mando en jefe del Ejército leal al Gobierno en campaña durante la Guerra Civil de 1891, gestión que culmina con la derrota de las fuerzas regulares en la batalla de Placilla, 28 de agosto de 1891.

## Carrera política
A la par de su carrera militar, Gana desempeñó labores dentro del mundo de la política. Durante parte de 1871 fue intendente de la provincia de Arauco, destacando por impulsar mejoras y firmar un acuerdo de paz con los mapuches en Collipulli.
En 1882, y luego de la guerra del Pacífico, fue erigido como senador suplente de la provincia de Talca, repitiendo el cargo en 1885. En 1889 fue elegido regidor de Santiago. Posteriormente en 1891 nuevamente fue elegido como senador por el Maule, siendo parte del congreso constituyente de dicho año.
Entre 1890 y 1891 se desempeñó como Ministro de Guerra y Marina de José Manuel Balmaceda.

## Exilio y muerte
Luego de la derrota en la guerra civil, Gana se asiló en la embajada de Estados Unidos y luego viajó al exilio en Barcelona. En este segundo lugar pasaría el resto de su vida. 
Falleció el 8 de julio de 1894 en Lamalou-les-Bains, donde pretendía mejorarse de una pulmonía que lo aquejaba.
| Precedido por: Emilio Sotomayor Baeza | General más antiguo e Inspector General del Ejército 1888-1891 | Sucedido por: Marco Aurelio Arriagada |